# Earl Averill
Howard Earl Averill (ur. 21 maja 1902, zm. 16 sierpnia 1983) – amerykański baseballista, który występował na pozycji środkowozapolowego.

## Kariera zawodnicza
Zawodową karierę rozpoczął w 1926 roku w San Francisco Seals z Pacific Coast League, w którym występował przez trzy sezony. Przed rozpoczęciem sezonu 1929 jego kontrakt został wykupiony przez Cleveland Indians. W Major League Baseball zadebiutował 16 kwietnia 1929 w meczu przeciwko Detroit Tigers, w którym zdobył home runa w swoim pierwszym podejściu do odbicia. Sezon zakończył z osiemnastoma home runami, co było wówczas rekordem klubowym. 17 września 1930 w meczu z Washington Senators w pierwszym meczu zdobył trzy home runy, a w drugim jednego i został pierwszym zawodnikiem, który zdobył w sumie cztery w doubleheader. Ponadto zaliczył 11 RBI, co wtedy było rekordem American League.
W 1933 wystąpił w pierwszym w historii Meczu Gwiazd i do AL All-Star Team był powoływany jeszcze pięciokrotnie. 17 sierpnia 1933 w meczu z Philadelphia Athletics zaliczył drugie w historii klubu cycle. W sezonie 1936 zaliczył najwięcej w lidze odbić (232) i triple’ów (15), a w głosowaniu do nagrody MVP American League zajął 3. miejsce za Lou Gehrigiem z New York Yankees i Lukiem Applingiem z Chicago White Sox.
W czerwcu 1939 przeszedł do Detroit Tigers, a rok później zdobył z tym zespołem mistrzostwo American League, jednak Tigers przegrali z Cincinnati Reds w World Series 3–4. W lutym 1941 podpisał kontrakt jako wolny agent z Boston Braves, a po rozegraniu ośmiu meczów, w kwietniu 1941 postanowił zakończyć zawodniczą karierę.

## Uhonorowanie
W 1975 został uhonorowany członkostwem w Baseball Hall of Fame. W tym samym roku numer 3, z którym występował, został zastrzeżony przez Cleveland Indians.

## Nagrody i wyróżnienia
| Nagroda/wyróżnienie          | Lata                               | Źródło |
| 6× All-Star                  | 1933, 1934, 1935, 1936, 1937, 1938 | [ 2 ]  |
| Baseball Hall of Fame        | od 1975                            | [ 5 ]  |
| #3 zastrzeżony przez Indians | 1975                               | [ 6 ]  |